# イズディン・シャーフィク
ムハンマド・イズディン・シャーフィク・ビン・ヤコブ（Muhammad Izzdin Shafiq bin Yacob、1990年12月14日 - ）は、シンガポールのサッカー選手。シンガポール代表。ポジションはMF。

## 経歴
プレミアリーグ・アジアトロフィー2015にシンガポール・セレクションXIとして出場した。